# فرودگاه خیشانگاره
فرودگاه خیشانگاره (به انگلیسی: Kishangarh Airport) (یاتا: KQH، ایکائو: VIKG) فرودگاهی است که در خیشانگاره در ۲۷ کیلومتری شمال‌شرق اجمیر در ایالت راجستان کشور هند قرار دارد. این فرودگاه در تاریخ ۱۱ اکتبر ۲۰۱۷ افتتاح شد.

## شرکت‌های هواپیمایی و مقصدهای پروازی
| شرکت‌های هواپیمایی | مقصدهای پروازی                  |
| ----------------- | ------------------------------- |
| اسپایس‌جت          | فرودگاه بین‌المللی ایندیرا گاندی |